# Amitostigma
Amitostigma é um género botânico pertencente à família das orquídeas (Orchidaceae).

## Espécies
1. Amitostigma alpestre Fukuy., Bot. Mag. (Tokyo) 49: 664 (1935)
2. Amitostigma amplexifolium Tang & F.T.Wang, Bull. Fan Mem. Inst. Biol. 7: 3 (1936)
3. Amitostigma basifoliatum (Finet) Schltr., Repert. Spec. Nov. Regni Veg. Beih. 4: 92 (1919)
4. Amitostigma bidupense (Aver.) Aver., Turczaninowia 13(2): 19 (2010)
5. Amitostigma bifoliatum Tang & F.T.Wang, Bull. Fan Mem. Inst. Biol. 7: 127 (1936)
6. Amitostigma capitatum Tang & F.T.Wang, Bull. Fan Mem. Inst. Biol. 7: 4 (1936)
7. Amitostigma dolichocentrum Tang, F.T.Wang & K.Y.Lang, Acta Phytotax. Sin. 20: 84 (1982)
8. Amitostigma faberi (Rolfe) Schltr., Repert. Spec. Nov. Regni Veg. Beih. 4: 93 (1919)
9. Amitostigma farreri Schltr., Repert. Spec. Nov. Regni Veg. 20: 378 (1924)
10. Amitostigma gonggashanicum K.Y.Lang, Acta Phytotax. Sin. 22: 312 (1984)
11. Amitostigma gracile (Blume) Schltr., Repert. Spec. Nov. Regni Veg. Beih. 4: 93 (1919)
12. Amitostigma keiskei (Finet) Schltr., Repert. Spec. Nov. Regni Veg. Beih. 4: 93 (1919)
13. Amitostigma keiskeoides (Gagnep.) Garay & Kittr., Bot. Mus. Leafl. 30: 181 (1985 publ. 1986)
14. Amitostigma kinoshitae (Makino) Schltr., Repert. Spec. Nov. Regni Veg. Beih. 4: 93 (1919)
15. Amitostigma lepidum (Rchb.f.) Schltr., Repert. Spec. Nov. Regni Veg. Beih. 4: 94 (1919)
16. Amitostigma monanthum (Finet) Schltr., Repert. Spec. Nov. Regni Veg. Beih. 4: 94 (1919)
17. Amitostigma papilionaceum Tang, F.T.Wang & K.Y.Lang, Acta Phytotax. Sin. 20: 83 (1982)
18. Amitostigma parciflorum (Finet) Schltr., Repert. Spec. Nov. Regni Veg. Beih. 4: 94 (1919)
19. Amitostigma physoceras Schltr., Acta Horti Gothob. 1: 133 (1924)
20. Amitostigma pinguicula (Rchb.f. & S.Moore) Schltr., Repert. Spec. Nov. Regni Veg. Beih. 4: 94 (1919)
21. Amitostigma simplex Tang & F.T.Wang, Bull. Fan Mem. Inst. Biol. 10: 25 (1940)
22. Amitostigma tetralobum (Finet) Schltr., Repert. Spec. Nov. Regni Veg. Beih. 4: 95 (1919)
23. Amitostigma thailandicum Seidenf. & Thaithong in G.Seidenfaden, Contr. Orchid Fl. Thailand 13: 8 (1997)
24. Amitostigma tibeticum Schltr., Repert. Spec. Nov. Regni Veg. 20: 379 (1924)
25. Amitostigma tominagae (Hayata) Schltr., Repert. Spec. Nov. Regni Veg. Beih. 4: 95 (1919)
26. Amitostigma trifurcatum Tang, F.T.Wang & K.Y.Lang, Acta Phytotax. Sin. 20: 80 (1982)
27. Amitostigma wenshanense W.H.Chen, Y.M.Shui & K.Y.Lang, Acta Bot. Yunnan. 25: 521 (2003)
28. Amitostigma yueanum Tang & F.T.Wang, Bull. Fan Mem. Inst. Biol. 10: 26 (1940)